# Cornelia Jakobs
Pour les articles homonymes, voir Samuelsson et Jakobs.
Anna Cornelia Jakobsdotter Samuelsson, plus connue sous son pseudonyme Cornelia Jakobs, née le 9 mars 1992 à Nacka (Suède), est une chanteuse suédoise.
Elle représente la Suède au Concours Eurovision de la chanson 2022 avec le titre Hold Me Closer.

## Biographie
Cornelia passe son enfance à Stockholm. Elle est la fille de Samuel Jakobs, chanteur membre du groupe The Poodles.
Elle fait sa première apparition en télévision en participant à Idol en 2008, où elle se fait moquer par les juges.
Cornelia rejoint en 2010 le groupe Stockholm Syndrome (anciennement Love Generation), avec lequel elle participe au Melodifestivalen 2011 et 2012 avec les chansons « Dance Alone » et « Just A Little Bit ».
En 2022, elle participe au Melodifestivalen en tant qu'artiste solo avec la chanson Hold Me Closer et remporte le concours avec 146 points. Elle représente donc la Suède au Concours Eurovision de la chanson 2022, à Turin. Elle se qualifie lors de la deuxième demi-finale à la première place, puis récolte 438 points lors de la finale atteignant la quatrième place, soit le meilleur classement du pays depuis la victoire de Måns Zelmerlöw en 2015.

## Discographie
| Titre               | Année | Meilleur classement | Album        |
| Titre               | Année | SWE                 | Album        |
| ------------------- | ----- | ------------------- | ------------ |
| Late Night Stories  | 2018  | —                   | Single isolé |
| All The Gold        | 2018  | —                   | Single isolé |
| You Love Me         | 2018  | —                   | Single isolé |
| Animal Island       | 2018  | —                   | Single isolé |
| Shy Love            | 2018  | —                   | Single isolé |
| Locked Into You     | 2018  | —                   | Single isolé |
| Hanging On          | 2019  | —                   | Single isolé |
| Dream Away          | 2020  | —                   | Single isolé |
| Weight of the World | 2020  | —                   | Single isolé |
| Hold Me Closer      | 2022  | 1                   | Single isolé |
| Fine                | 2022  | —                   | Single isolé |